# ليه غارا
ليه غارا (بالإنجليزية: Les Gara)‏ هو محامي وسياسي أمريكي، ولد في 6 فبراير 1963 بنيويورك في الولايات المتحدة. حزبياً، نشط في الحزب الديمقراطي. وقد انتخب عضو مجلس نواب ألاسكا.
1. 1 2   https://justfacts.votesmart.org/candidate/biography/27211/les-gara. {{استشهاد ويب}}: |url= بحاجة لعنوان (مساعدة) والوسيط |title= غير موجود أو فارغ (من ويكي بيانات) (مساعدة)